# Voorst
Voorst és un municipi de la província de Gelderland, al centre-est dels Països Baixos. L'1 de gener del 2009 tenia 23.736 habitants repartits sobre una superfície de 126,52 km² (dels quals 3,45 km² corresponen a aigua). Limita al nord-oest amb Epe, al nord-est amb Olst-Wijhe (O), a l'oest amb Apeldoorn, a l'est amb Deventer (O), al sud al Brummen i al sud-est amb Lochem i Zutphen.

## Centres de població
Appen, Bussloo, De Kar, De Vecht, De Wijk, Duistervoorde, Gietelo, Klarenbeek, Klein-Amsterdam, Nijbroek, Posterenk, Spekhoek, Steenenkamer, Terwolde, Teuge, Twello, Voorst, Wilp i Wilp-Achterhoek.

## Administració
- PvdA/D66/GroenLinks, 6 regidors
- CDA, 4 regidors
- Liberaal2000, 4 regidors
- Gemeentebelangen, 3 regidors
- VVD, 2 regidors